# Diana Coca
Diana Carolina Bejarano Coca (Palma, 1977), més coneguda amb el nom artístic de Diana Coca, és una artista que conjuga fotografia, performance i videoart al voltant de la relació entre el cos i la reconstrucció de la identitat femenina per mitjà d'autoretrats.

## Trajectòria
Coca ha desenvolupat la seva carrera artística professional a les ciutats de Madrid i Pequín. Es va llicenciar en Belles Arts el 2003 en l'especialitat de fotografia a la Universitat de Brighton. El 2004, va rebre la beca de fotografia del Ministeri d'Afers Exteriors per a la producció artística de la Reial Acadèmia d'Espanya a Roma. Posteriorment, a la seva ciutat natal, es va llicenciar en Filosofia a la Universitat de les Illes Balears el 2009. Entre 2015 i 2017 va realitzar el Màster en Recerca de Dansa i Performance al Centre Nacional de les Arts de la Ciutat de Mèxic.
Completà la seva formació amb la participació en els programes de residència Aula de Danza Estrella Casero de la Universitat d'Alcalá d'Henares i a La Casa Encendida a Madrid el 2007, i a l'International Center of Photography a Nova York. El 2008 va rebre la beca Matadero i va participar al programa de Residències Artístiques per a Creadors Iberoamericans a Oaxaca de Juàrez.
Va ser reconeguda amb el Premi de la Fundació Miró Mallorca l'any 2009, i finalista en els certàmens Art Jove 2004 i 2005 organitzats pel Govern de les Illes Balears i PhotoEspaña.
Ha exposat, entre d'altres, al Centre Cultural Sa Nostra (Palma, 2005), al Museu d'Art Contemporani d'Eivissa (2006), a la Sala Canal Isabel II (Madrid, 2007), al Deichtor Office Center (Hamburg, 2008), a la Galeria SKL (Palma, 2009), al Sunshine International Art Museum (Pequín, 2010), al Centro Cultural Correios (Rio de Janeiro, 2011) i a l'Instituto Cultural México Israel (Ciutat de Mèxic, 2011).
El 2012, Coca presentà l'obra audiovisual Voluntary Martyrdom, on va participar al costat dels artistes Michael Najjar, Francisco Ruiz de Infante i Amparo Sard, a la mostra coproduïda per Es Baluard i la Fundació Baleària. El 2016, presentà Itinera a la sala Es Polvorí de Dalt Vila a Eivissa.
L'any 2017, inaugurà a La Tabacalera de Lavapiés l'exposició Where is Diana?, on en una de les fotografies de gran format, l'artista del Terreno, emmascarada com una Catwoman rebel i armada amb una palanca, intenta enderrocar la tanca que separa la localitat mexicana de Tijuana de l'estatunidenca de San Diego.
L'any 2020, Diana Coca, Alejandra Freymann i Keila Alaver revivaren les bruixes d'Alaró al Casal Son Tugores a través de la mostra Muntanyes, precipicis, boscos i coves parlen. En l'exposició, espais com el Castell d'Alaró, el Puig d'Alcadena i la cova de Sant Antoni foren els protagonistes, no només físicament, sinó a través de llegendes que els habitants del poble coneixen. El fil conductor n'eren les bruixes, «que n'hi havia moltes, sortien a la nit i es reunien per celebrar autèntics aquelarres», segons les artistes.